# Андреенко, Анатолий Александрович
Анатолий Александрович Андреенко (укр. Анатолій Олександрович Андрієнко; род. 1 мая 1962, Антрацит) — государственный деятель самопровозглашенной Луганской Народной Республики. Глава администрации Антрацита и Антрацитовского района (с 2 декабря 2014 по 2 февраля 2018 года).

## Биография
Родился 1 мая 1962 года в городе Антраците Луганской области Украинской ССР Советского Союза.

### Образование
В 1979 году окончил среднюю школу №3 в городе Антраците. После поступил в профессиональное техническое училище №68 на специальность «слесарь-инструментальщик».

### Карьера
В 1983—1991 годах являлся рабочим очистного забоя шахты имени XXIV съезда КПСС в Антраците.
В 1991 году поступил на службу в органы МВД и в Донецкий институт внутренних дел по специальности «правоведение», который закончил, получив специальность «юрист».
В 2001—2006 годах занимался предпринимательской деятельностью.
В 2006 году стал директором частного предприятия «Искра».
В начале сентября 2014 года объявил себя «народным мэром» Антрацита, затем — главой администрации Антрацитовского района. 2 декабря 2014 года указом главы ЛНР назначен и. о. главы администрации Антрацита. В 2015 году стал главой администрации Антрацита и Антрацитовского района.

### Личная жизнь
Есть сын Александр. 10 июня 2019 года Александр насмерть сбил 10-летнего ребенка, суд открыл по этому поводу уголовное дело, однако он был признан невиновным.